# Eurhabdus sororius
Eurhabdus sororius är en tvåvingeart som beskrevs av Scarbrough och Perez-gelabert 2005. Eurhabdus sororius ingår i släktet Eurhabdus och familjen rovflugor. Inga underarter finns listade i Catalogue of Life.